# Krzymów (województwo wielkopolskie)

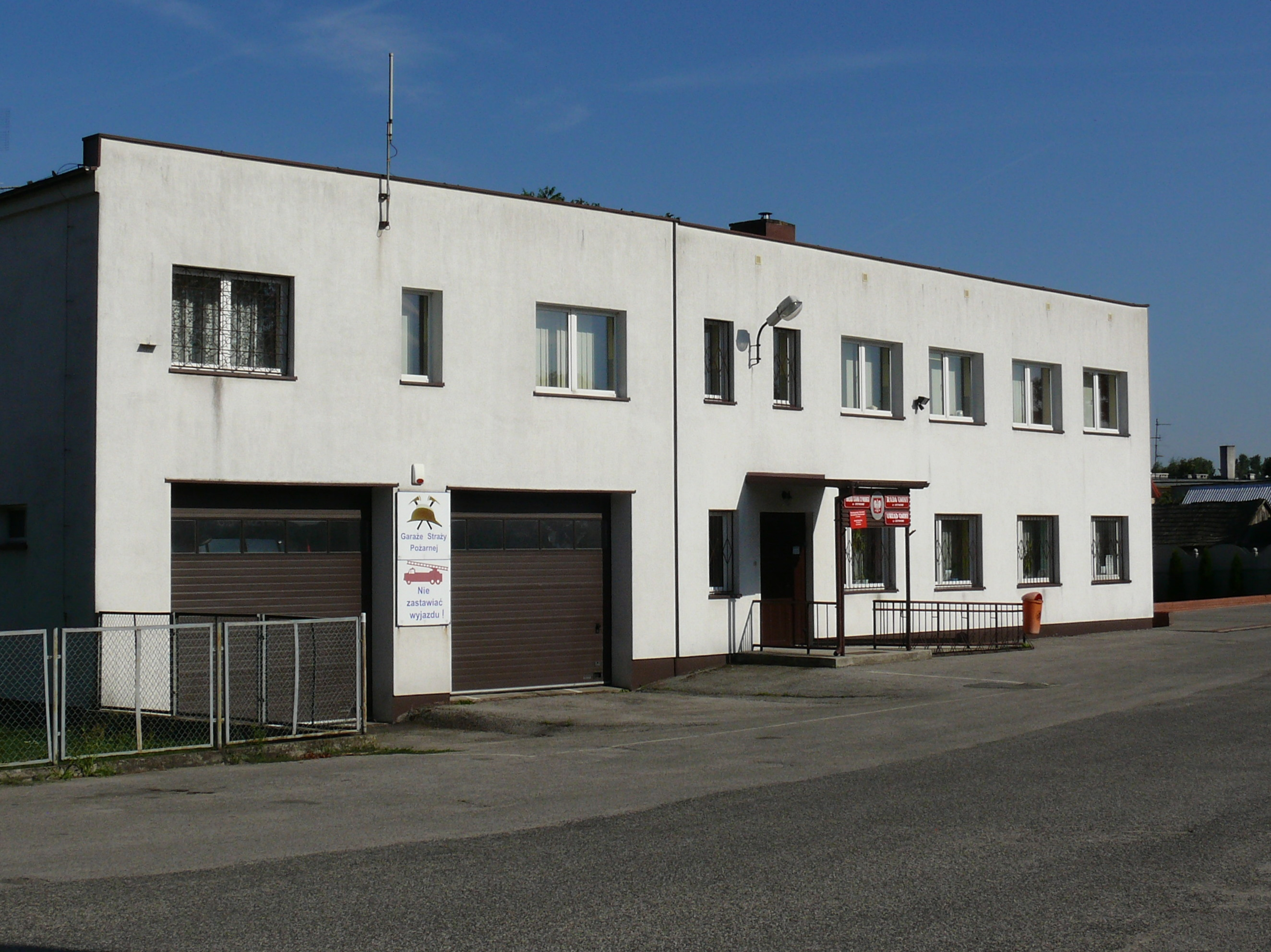
Budynek Urzędu Gminy

Krzymów – wieś w Polsce położona w województwie wielkopolskim, w powiecie konińskim, w gminie Krzymów. Miejscowość, której powierzchnia wynosi 169,98 ha, zamieszkuje 571 osób. Jest siedzibą gminy Krzymów.
Do 1954 roku siedziba gminy Brzeźno. W latach 1954–1972 wieś należała i była siedzibą władz gromady Krzymów. W latach 1975–1998 miejscowość administracyjnie należała do województwa konińskiego.

## Informacje ogólne
Wieś położona 12 km na wschód od Konina – na północ od drogi krajowej nr 92 z Poznania do Warszawy. W centrum wsi skrzyżowanie z dróg lokalnych prowadzących w kierunku Brzeźna, Kościelca i Władysławowa.
2 km na północ od miejscowości przepływa rzeka Warta.
Pierwsza wzmianka o istnieniu Krzymowa pochodzi z 1399 roku. Stanowiła wówczas własność szlachecką. 
W XIX wieku w rejonie Krzymowa wydobywano margle kredowe, zwane przez lokalnych mieszkańców "kamieniami wapiennymi".  

## Kościół Niepokalanego Poczęcia NMP
We wsi znajduje się Kościół Niepokalanego Poczęcia Najświętszej Maryi Panny w Krzymowie. Czas powstania pierwszego kościoła w Krzymowie nie jest znany. Z dokumentów wizytacyjnym można dowiedzieć się, że pierwotny, drewniany kościół pod wezwaniem Świętej Marii Magdaleny był konsekrowany, ale - jak informują akta z 1766 r. – przedstawiał stan tak godny pożałowania, że nie sprawowano w nim liturgii, a z jego wyposażenia zachowała się jedynie chrzcielnica. W 1865 r. chylący się ku ruinie kościół został odbudowany dzięki ofiarności parafian. 
Obecny kościół - pod wezwaniem Niepokalanego Poczęcia Najświętszej Maryi Panny został zbudowany w latach 1903–1907 z inicjatywy ks. Konstantego Kuropeckiego w miejscu poprzednich świątyń. 16 czerwca 1910 r. został konsekrowany przez biskupa kujawsko-kaliskiego Stanisława Zdzitowieckiego.
Świątynia jest budowlą neogotycką, murowaną i trójnawową. W 1955 r. na ścianach świątyni została położona polichromia, a w 1956 r. wstawiono nowe ławki. Następny gruntowny remont przeprowadzono w latach 1995–1998. Została wówczas odnowiona polichromia, a dachówkę nad świątynią zastąpioną blachą miedzianą. W 2009 r. przebudowano prezbiterium, przystosowując je do wymogów posoborowych. Została położona nowa granitowa posadzka, marmurowa ambona i miejsce przewodniczenia oraz ołtarz. Konsekracji dokonano 20 czerwca 2010 r.
W 1932 r. zbudowano metalową dzwonnicę, na której zawieszono trzy dzwony o imionach: Maria, Józef i Michał. Podczas II wojny światowej zostały skradzione przez okupantów. W 1948 r., dzięki ofiarności parafian, zostały odlane dwa nowe dzwony. W 2004 r. wzniesiono nową, murowaną dzwonnicę.

## Cmentarz
Na miejscowym cmentarzu parafialnym, na grobie nieznanego żołnierza polskiego, który zginął w czasie kampanii wrześniowej w 1939 r., ustawiono w 1984 r. głaz ku czci poległych.

## Edukacja
W Krzymowie swoją siedzibę ma kilka placówek oświatowych i kulturalnych.
- Szkoła Podstawowa im. Mikołaja Kopernika
- Gimnazjum im. Papieża Jana Pawła II
- Gminna Biblioteka Publiczna

## Sport
W miejscowości od 2002 r. działa Gminny Klub Sportowy "Warta", który prowadzi sekcję piłki nożnej. W sezonie 2012/2013 zespół zanotował historyczny awans do rozgrywek IV ligi grupy Wielkopolskiej (Południe).
Klub posiada własny stadion sportowy.

## Demografia
Poniższa demografia posiada dane z 2021
| Opis                                | Ogółem | Ogółem | Kobiety | Kobiety | Mężczyźni | Mężczyźni |
| ----------------------------------- | ------ | ------ | ------- | ------- | --------- | --------- |
| Jednostka                           | osób   | %      | osób    | %       | osób      | %         |
| Populacja                           | 571    | 100    | 278     | 48,69   | 293       | 51,31     |
| Wiek przedprodukcyjny (0–17 lat)    | 115    | 20,14  | 44      | 7,71    | 71        | 12,43     |
| Wiek produkcyjny (18–65 lat)        | 346    | 60,6   | 155     | 27,15   | 191       | 33,45     |
| Wiek poprodukcyjny (powyżej 65 lat) | 110    | 19,26  | 79      | 13,84   | 31        | 5,43      |